# Opere di Andrea del Castagno
Quello che segue è un elenco cronologico delle opere di Andrea del Castagno, pittore italiano del primo Rinascimento, famoso soprattutto per i suoi affreschi.

## Affreschi
| Immagine | Titolo                                    | Data         | Dimensioni                             | Tecnica e supporto | Luogo, città e Paese di conservazione                                 | Annotazioni | N.          |
| -------- | ----------------------------------------- | ------------ | -------------------------------------- | ------------------ | --------------------------------------------------------------------- | --- | ----------- |
|          | Crocifissione di Santa Maria Nuova        | c. 1440–1441 | 355×285 cm                             | affresco           | Ospedale di Santa Maria Nuova, Firenze, Italia                        | |             |
|          | Affreschi della Cappella di San Tarasio   | c. 1442–1444 |                                        | affreschi          | Chiesa di San Zaccaria, Venezia, Italia                               | In collaborazione con Francesco da Faenza | [ 1 ]       |
|          | Ultima Cena                               | c. 1445–1450 | 453×975 cm                             | affresco           | Museo del Cenacolo di Sant'Apollonia, Firenze, Italia                 | | [ 1 ] [ 2 ] |
|          | Resurrezione, Crocifissione e Deposizione | c. 1445–1450 | 453×975 cm                             | affresco           | Museo del Cenacolo di Sant'Apollonia, Firenze, Italia                 | | [ 1 ] [ 2 ] |
|          | Cristo in pietà sorretto da due angeli    | c. 1447      | 283×330 cm                             | affresco           | Museo del Cenacolo di Sant'Apollonia, Firenze, Italia                 | | [ 2 ]       |
|          | Pippo Spano                               | c. 1448–1451 | 250×150 cm circa                       | affresco           | Galleria degli Uffizi, Firenze, Italia                                | L'opera faceva parte di una serie di affreschi per Villa Carducci nota come Ciclo degli uomini e donne illustri                                                | [ 1 ] [ 3 ] |
|          | Farinata degli Uberti                     | c. 1448–1451 | 250×150 cm circa                       | affresco           | Galleria degli Uffizi, Firenze, Italia                                | L'opera faceva parte di una serie di affreschi per Villa Carducci nota come Ciclo degli uomini e donne illustri                                                | [ 1 ] [ 3 ] |
|          | Niccolò Acciaiuoli                        | c. 1448–1451 | 250×150 cm circa                       | affresco           | Galleria degli Uffizi, Firenze, Italia                                | L'opera faceva parte di una serie di affreschi per Villa Carducci nota come Ciclo degli uomini e donne illustri                                                | [ 1 ] [ 3 ] |
|          | Sibilla Cumana                            | c. 1448–1451 | 250×150 cm circa                       | affresco           | Galleria degli Uffizi, Firenze, Italia                                | L'opera faceva parte di una serie di affreschi per Villa Carducci nota come Ciclo degli uomini e donne illustri                                                | [ 1 ] [ 3 ] |
|          | Ester                                     | c. 1448–1451 | 120×150 cm (perduta la metà inferiore) | affresco           | Galleria degli Uffizi, Firenze, Italia                                | L'opera faceva parte di una serie di affreschi per Villa Carducci nota come Ciclo degli uomini e donne illustri                                                | [ 1 ] [ 3 ] |
|          | Tomiri                                    | c. 1448–1451 | 250×150 cm circa                       | affresco           | Galleria degli Uffizi, Firenze, Italia                                | L'opera faceva parte di una serie di affreschi per Villa Carducci nota come Ciclo degli uomini e donne illustri                                                | [ 1 ] [ 3 ] |
|          | Dante Alighieri                           | c. 1448–1451 | 250×150 cm circa                       | affresco           | Galleria degli Uffizi, Firenze, Italia                                | L'opera faceva parte di una serie di affreschi per Villa Carducci nota come Ciclo degli uomini e donne illustri                                                | [ 1 ] [ 3 ] |
|          | Francesco Petrarca                        | c. 1448–1451 | 250×150 cm circa                       | affresco           | Galleria degli Uffizi, Firenze, Italia                                | L'opera faceva parte di una serie di affreschi per Villa Carducci nota come Ciclo degli uomini e donne illustri                                                | [ 1 ] [ 3 ] |
|          | Giovanni Boccaccio                        | c. 1448–1451 | 250×150 cm circa                       | affresco           | Galleria degli Uffizi, Firenze, Italia                                | L'opera faceva parte di una serie di affreschi per Villa Carducci nota come Ciclo degli uomini e donne illustri                                                | [ 1 ] [ 3 ] |
|          | Eva                                       | c. 1448–1451 | 250×150 cm circa                       | affresco           | Villa Carducci, Firenze, Italia                                       | L'opera faceva parte di una serie di affreschi per Villa Carducci nota come Ciclo degli uomini e donne illustri ed è una delle poche ad essere rimasta in loco | [ 1 ]       |
|          | Adamo                                     | c. 1448–1451 | opera in gran parte perduta            | affresco           | Villa Carducci, Firenze, Italia                                       | L'opera faceva parte di una serie di affreschi per Villa Carducci nota come Ciclo degli uomini e donne illustri ed è una delle poche ad essere rimasta in loco | [ 1 ]       |
|          | Madonna col Bambino                       | c. 1448–1451 | opera in gran parte perduta            | affresco           | Villa Carducci, Firenze, Italia                                       | L'opera faceva parte di una serie di affreschi per Villa Carducci nota come Ciclo degli uomini e donne illustri ed è una delle poche ad essere rimasta in loco | [ 1 ]       |
|          | Madonna di casa Pazzi                     | c. 1449–1450 | 290×212 cm                             | affresco           | Galleria degli Uffizi, Firenze, Italia (Collezione Contini Bonacossi) | | [ 4 ]       |
|          | San Giuliano e il Redentore               | c. 1451      | 223×209 cm                             | affresco           | Basilica della Santissima Annunziata, Firenze, Italia                 | | [ 1 ]       |
|          | Trinità e santi                           | c. 1453      | 285×173 cm                             | affresco           | Basilica della Santissima Annunziata, Firenze, Italia                 | | [ 1 ]       |
|          | Crocifissione di Santa Maria degli Angeli | c. 1455      | 270×347 cm                             | affresco           | Museo del Cenacolo di Sant'Apollonia, Firenze, Italia                 | | [ 2 ]       |
|          | Monumento equestre a Niccolò da Tolentino | c. 1456      | 833×512 cm                             | affresco           | Cattedrale di Santa Maria del Fiore, Firenze, Italia                  | | [ 1 ]       |

## Dipinti
| Immagine | Titolo                                                  | Data                                   | Dimensioni                                                             | Tecnica e supporto                            | Luogo, città e Paese di conservazione                      | Annotazioni                                                                                          | N.          |
| -------- | ------------------------------------------------------- | -------------------------------------- | ---------------------------------------------------------------------- | --------------------------------------------- | ---------------------------------------------------------- | --- | ----------- |
|          | Assunzione della Vergine tra i santi Miniato e Giuliano | c. 1449–1450                           | 131.3×150.3 cm                                                         | tempera e oro su tavola                       | Gemäldegalerie, Berlino, Germania                          | È l'unica tavola d'altare pervenutaci di Andrea del Castagno                                         | [ 1 ] [ 5 ] |
|          | Ritratto d'uomo                                         | c. 1450                                | 54.2×40.4 cm                                                           | tempera su tavola                             | National Gallery of Art, Washington, Stati Uniti d'America | | [ 1 ] [ 6 ] |
|          | David con la testa di Golia                             | c. 1450–1455                           | Altezza: 115.5 cmLunghezza in alto: 76.5 cmLunghezza in basso: 40.6 cm | tempera su cuoio, montato su tavola (palvese) | National Gallery of Art, Washington, Stati Uniti d'America | | [ 1 ] [ 7 ] |
|          | Crocifissione                                           | c. 1450 (c. 1471; Francesco Botticini) | 28.5×35 cm                                                             | tempera su tavola                             | National Gallery, Londra, Regno Unito                      | A lungo ritenuta opera di Andrea del Castagno, recentemente è stata attribuita a Francesco Botticini | [ 8 ]       |

## Sinopie, cartoni ed opere perdute

### Sinopie
| Immagine | Titolo                                                  | Data         | Dimensioni | Tecnica                           | Luogo, città e Paese di conservazione                 | Annotazioni | N.    |
| -------- | ------------------------------------------------------- | ------------ | ---------- | --------------------------------- | ----------------------------------------------------- | ----------- | ----- |
|          | Sinopia della Resurrezione, Crocifissione e Deposizione | c. 1445–1450 | 453×975 cm | disegno con terra rossa (sinopia) | Museo del Cenacolo di Sant'Apollonia, Firenze, Italia |             | [ 2 ] |
|          | Sinopia del Cristo in pietà sorretto da due angeli      | c. 1447      | 283×330 cm | disegno con terra rossa (sinopia) | Museo del Cenacolo di Sant'Apollonia, Firenze, Italia |             | [ 2 ] |
|          | Sinopia della Trinità e santi                           | c. 1453      | 285×173 cm | disegno con terra rossa (sinopia) | Museo del Cenacolo di Sant'Apollonia, Firenze, Italia |             | [ 2 ] |

### Opere tratte da cartoni
| Immagine | Titolo                          | Data         | Tecnica | Luogo, città e Paese di conservazione                | Annotazioni                                                                            | N.    |
| -------- | ------------------------------- | ------------ | ------- | ---------------------------------------------------- | -------------------------------------------------------------------------------------- | ----- |
|          | Dormitio Virginis e Visitazione | c. 1442–1443 | mosaico | Basilica di San Marco, Venezia, Italia               | Mosaici tratti da cartoni delle Storie della Vergine realizzati da Andrea del Castagno | [ 1 ] |
|          | Deposizione                     | c. 1444      | vetrata | Cattedrale di Santa Maria del Fiore, Firenze, Italia | Vetrata tratta da un cartone realizzato da Andrea del Castagno                         | [ 1 ] |

### Opere perdute
| Immagine | Titolo                                                       | Data         | Tecnica   | Luogo, città e Paese di conservazione | Annotazioni                                                                                      | N.    |
| -------- | ------------------------------------------------------------ | ------------ | --------- | --- | ------------------------------------------------------------------------------------------------ | ----- |
|          | Ritratti dei ribelli impiccati dopo la Battaglia di Anghiari | c. 1440      | dipinti   | Già sulla facciata dell'allora Palazzo del Podestà (oggi Bargello) di Firenze, non più esistenti già dal 1494 | La realizzazione di quest'opera, oggi perduta, gli valse il soprannome di Andrea degli Impiccati | [ 1 ] |
|          | Storie della Vergine                                         | c. 1451–1453 | affreschi | Già nella Chiesa di Sant'Egidio di Firenze, gli affreschi oggi risultano quasi completamente distrutti e ne rimangono solo frammenti, scarsi e poco significativi, custoditi nel Museo del Cenacolo di Sant'Apollonia | In collaborazione con Domenico Veneziano, Alessio Baldovinetti e Piero della Francesca           | [ 1 ] |
|          | San Lazzaro tra Marta e Maddalena                            | c. 1455      | affresco  | Già in una cappella della Basilica della Santissima Annunziata di Firenze, oggi l'opera risulta perduta |                                                                                                  | [ 1 ] |
|          | Cenacolo                                                     | c. 1457      |           | Già nel refettorio di Santa Maria Nuova a Firenze, oggi l'opera risulta perduta | Era l'ultima opera realizzata da Andrea del Castagno                                             | [ 1 ] |